# Classic trance
Classic Trance es un término utilizado retrospectivamente para referirse a la primera oleada de Trance que se desarrolló en los primeros años 1990. 
No hay que confundir este término con el de "Trance clásico" puesto que este último hace referencia al conjunto de temas que han trascendido a su época y siguen vigentes bien como referencia del género, bien por su gran aceptación a lo largo de los tiempos.
El Classic trance está caracterizado generalmente por un tempo entre 125 y 140 BPM, fraseos melódicos cortos de sintetizador, loops hipnóticos y patrones rítmicos de la música Techno. 

## Historia

### Antecedentes
El estilo Techno llegó a Europa en 1988, y contribuyó, junto al Acid house, al desarrollo de nuevos estilos de música electrónica. Primeramente el New beat y las primeras producciones de un primigenio Euro Techno.  Posteriormente, ya en 1989, los primeros temas Techno con elementos trance se pueden encontrar en los temas "Erdbeermund" de Sigmund Und Seine Freu(n)de o "Psycho" de Psycho Team.

### Primeras producciones
El tema Age of Love del grupo homónimo compuesto por Bruno Sanchioni, Giuseppe Chierchia (Pino D'Angiò) y Karen Mulder fue publicado el 19 de marzo de 1990 y se considera la primera producción de un sonido trance más definido. Algunos incluso consideran a "The Age of Love" como el primer single de verdadero trance de la historia. Por otra parte el tema "We came in peace", también de 1990, del grupo alemán Dance 2 Trance (un proyecto de DJ Dag y Jam El Mar), de patrones repetitivos pudo sentar las bases básicas para el género. 
En estos años no siempre quedó claro si una canción era sólo un techno más melódico (o incluso ambient o deep house) o si era en realidad un ejemplo de lo que más tarde sería llamado trance. Algunos artistas de este periodo son The Shamen, Psychick Warriors Ov Gaia, The Irresistible Force o Speedy J. de la escena New beat en Bélgica.

### Auge
El Classic trance alcanzó su máximo en 1992 y estuvo dominada por productores y sellos de Alemania y el Reino Unido como Eye Q / Harthouse, Rising High, FAX, ESP y MFS. Los hits incluyen Jam & Spoon con "Stella", Jaydee con "Plastic Dreams", Dance 2 Trance con "Power of American Natives", Cygnus X con "Superstring" y Cosmic Baby con "Cafe del Mar".
Los primeros volúmenes de recopilaciones de Trancemaster contienen algunos temas en el estilo Acid trance, al igual que las pistas de Classic trance. La diferencia es que mientras que las pistas de Acid Trance se centran más en los cambios de líneas del Roland TB-303, el classic trance tiene pistas más atmosféricas, utilizan líneas synth más suaves y otros elementos del Ambient. Por lo cual, la línea entre estos dos estilos es bastante marcada aunque hayan surgido casi al mismo tiempo.

### Declive
El Classic trance disminuyó drásticamente en 1994 con el auge de un Trance más duro. El Hardcore techno fusióno elementos con el Acid Trance y el Classic trance apareciendo el Hard Acid Trance y el Tech trance (o German Trance) que a su vez dieron lugar al Hard trance.
Un año después, retomando la línea del classic trance aparecen nuevos estilos, primero el Dream trance y posteriormente el Progressive trance y el Balearic trance.

### Desarrollo posterior
Aunque no ha vuelto a realizarse música trance como en sus orígenes, estos están presentes
en mayor o menor medida en todos los estilos que evolucionaron desde su expansión.

## Características musicales
El sonido Trance surgió como una forma de música electrónica de baile, esencialmente del techno y del house pero simplificando la percusión, generalmente el ritmo , los hi-hats y el bombo, son menos importantes en comparación a estos géneros y las líneas de bajo tienden a consistir en tonos planos, sin modulación, confinadas a una pequeña gama de notas. 
El Classic trance realiza repeticiones y otros efectos hipnóticos tales como los acordes sostenidos, ecos largos y velocidad (BPM) generalmente un poco más rápido que el techno.
Se emplea la caja de ritmos Roland TR-909, a diferencia de otras como Roland TR-808 o Roland TR-606.